# Federico Conti
Pour les articles homonymes, voir Conti.
Federico del Conte di Verona ou Federico Conti (? - ± 1477) était un typographe et un éditeur italien.

## Biographie
Vers 1471, il arrive à Jesi (Province d'Ancône) avec des Lombards pour repeupler la zone après les épidémies de pestes.
Il va éditer la Divine Comédie en 1472. Dépensant plus d'argent qu'il n'en gagne, il ne peut plus payer ses dettes. En 1477 il est envoyé en prison d'où il s'évade, il meurt probablement la même année.

## Source
- (it) Cet article est partiellement ou en totalité issu de l’article de Wikipédia en italien intitulé « Federico Conti » (voir la liste des auteurs).